# American Football (band)
American Football er et amerikansk rock band som var aktive fra 1997 til 2000, og senere fra 2014 til i dag. Bandet blev stiftet i 1997 af Mike Kinsella (vokal, guitar, bas), Steve Holmes (guitar) og Steve Lamos (trommer, trumpet), som siden har efterladt bandet. I dag består bandet af Mike Kinsella, Steve Holmes og Nate Kinsella, som blev del af bandet i 2014.
På trods af bandets oprindeligt korte levetid er deres debutalbum American Football (1999) i dag anset som et af de mest indflydelsesrige emo og math rock album fra 90'erne.

## Diskografi

### Album
- American Football (LP1) (1999)
- American Football (LP2) (2016)
- American Football (LP3) (2019)

 Der er for få eller ingen kildehenvisninger i denne artikel, hvilket er et problem. Du kan hjælpe ved at angive troværdige kilder til de påstande, som fremføres i artiklen.